# Alicia López Bruzos
Alicia López Bruzos   (Lugo, 29 de març de 1993) és un genetista gallega, investigadora en biologia marina i genètica en la Universitat de Caen-Normandia. La seva àrea de recerca se centra en els càncers transmissibles en bivalves.

## Educació i carrera científica
Es va graduar en biologia per la Universitat de Santiago de Compostel·la el 2015 i va realitzar un màster en bioinformàtica a la Universitat Autònoma de Barcelona. El 2022 va defensar la seva tesi doctoral en medicina molecular a la Universitat de Santiago de Compostel·la, on va estudiar la base genètica de les metàstasis contagioses marines.
Després del seu doctorat, va treballar com a investigadora postdoctoral en l'Institut Francis Crick del University College London. El 2023, va aconseguir un contracte Marie Skłodowska-Curie per a continuar la seva recerca a la Universitat de Caen-Normandia, on treballa des de llavors.

## Recerca

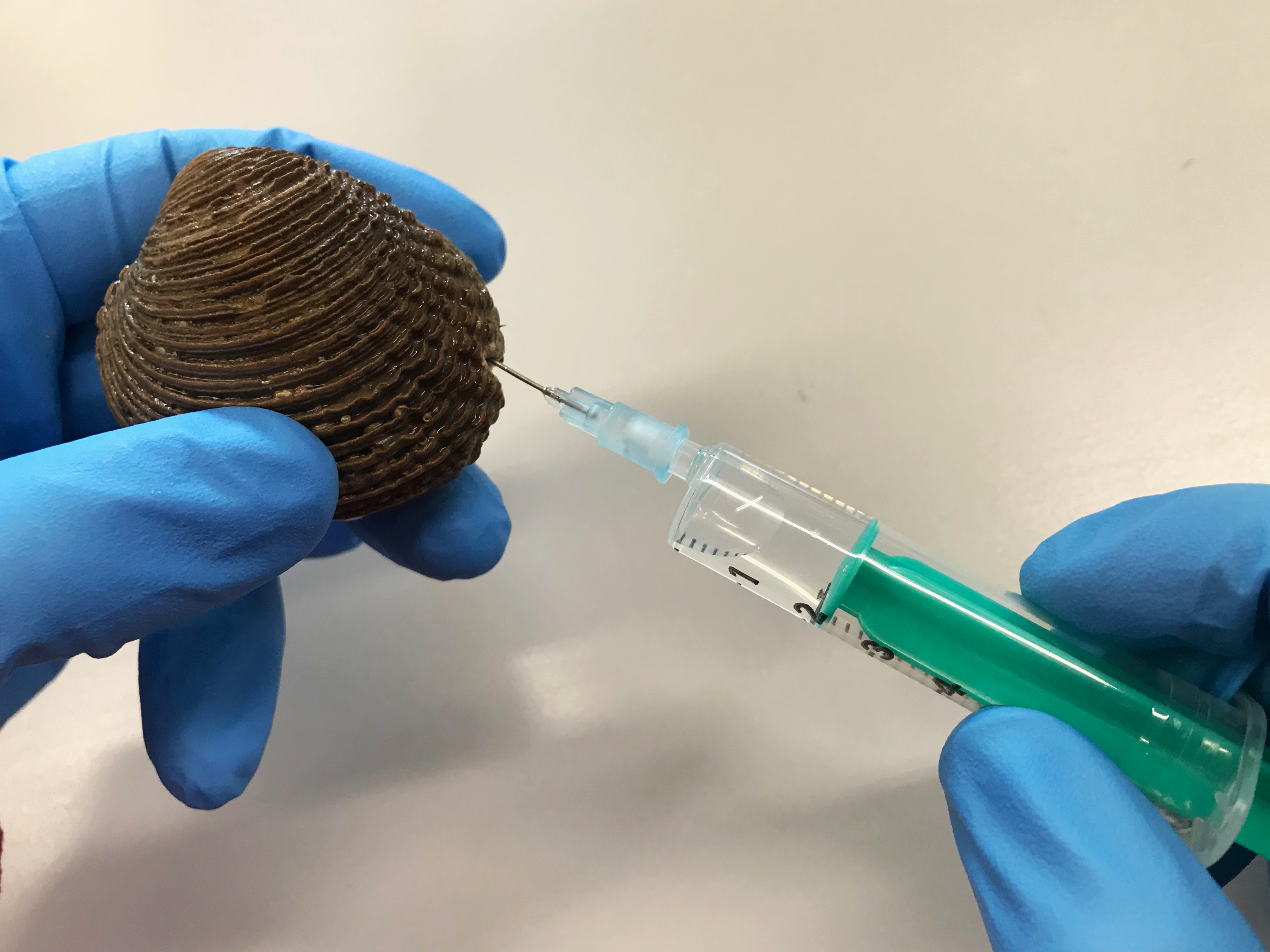
Diagnòstic del càncer transmissible de l'escopinya gravada.

Alicia L. Bruzos estudia els càncers transmissibles en mol·luscs bivalves, una forma rara de càncer en què les cèl·lules tumorals es propaguen o contagien entre individus. El seu treball cerca comprendre els mecanismes genètics i evolutius que permeten la transmissió i persistència d'aquests càncers, establint paral·lelismes amb les metàstasis humanes.
Ha contribuït a diversos descobriments rellevants en la genòmica del càncer humà, inclosa la inestabilitat genòmica causada per retrotransposons LINE-1, la inestabilitat cromosòmica induïda pel virus de l'hepatitis B al carcinoma hepatocel·lular i la identificació de gens de fusió BRAF involucrats en nevus melanocítics congènits.
La seva recerca sobre càncers transmissibles en bivalves inclou el descobriment d'un nou càncer contagiós que afecta diverses espècies de cloïsses, el desenvolupament d'un assaig de PCR múltiplex per a detectar dos llinatges de càncers transmissibles en escopinyes, i la caracterització dels mecanismes de l'evolució del càncer, incloent-hi la transferència horitzontal d'ADN mitocondrial i l'alta inestabilitat genòmica, com la duplicació del genoma complet.
El seu treball, en la intersecció entre la investigació del càncer, l'evolució i l'ecologia marina, suggereix que aquests càncers podrien ser més comuns als ecosistemes marins del que es pensava, amb importants implicacions per a la salut dels ecosistemes costaners i les poblacions de bivalves explotades en aqüicultura.

## Distincions
El 2024, va rebre el Premi L'Oréal-Unesco per a les dones i la ciència en reconeixement de les seves contribucions a la recerca sobre els càncers transmissibles marins. Va rebre el guardó l'octubre a l'Acadèmia de Ciències de París.